# اذهب واحكها على الجبل (رواية)
اذهب واحكها على الجبل رواية شبيهة بالسيرة الذاتية للكاتب جيمس بالدوين. تروي قصة جون غرايمس، مراهق ذكي في هارلم في ثلاثينيات القرن العشرين، وعلاقته مع عائلته وكنيسته. تكشف الرواية أيضًا القصص وراء كل من أم جون، ووالده البيولوجي، وزوج أمه العنيف المتدين المتعصب غابرييل غرايمس. تركز الرواية على دور الكنيسة الخمسينية في حياة الأمريكيين الأفارقة، كمصدر سلبي للقمع والنفاق الأخلاقي، وأيضًا كمصدر إيجابي للإلهام والمجتمع. في عام 1998، صنفت دار المكتبة العصرية (مودرن لايبراري) رواية اذهب واحكها على الجبل بمرتبة الرواية التاسعة والثلاثين على لائحتها لأفضل 100 رواية باللغة الإنجليزية في القرن العشرين. ضمت مجلة تايم الرواية في إصدارها قائمة تايم لأفضل 100 رواية من عام 1923 وحتى 2005.

## الموضوعات الرئيسية
تربى جيمس بالدوين في هارلم ولم يتعرف في حياته على والده البيولوجي. كان زوج والدته الكاهن المعمداني «عابسًا، صامتًا، طاغيًا.... ومعتديًا جسديًّا، كان أيضًا واعظًا دعيًّا وشديدًا لدرجة مرضية». وكما جون، فقد خضع بالدوين ليقظة دينية بعمر 14 عامًا، حين أصبح بالدوين واعظًا خمسينيًّا. عبرت رواياته اللاحقة عن تنامي تحرره من أوهام الحياة الكنسية، وظهر فيها أيضًا مواضيع مثلية جنسية وثنائية جنسية.
جون فتى مضطرب في سن البلوغ. لا يستطيع النظر إلى أي شيء إلا على ضوء التعاليم الكنسية. وفق الكنيسة، فهو يرتكب خطيئة بسبب طبيعته نفسها، وذلك هو سبب اضطرابه.
تتضمن القصة الظلم العرقي، ويظهر ذلك في موضوع خلفية الرواية وفي إحدى سلاسل استرجاع الماضي التي تقود لانتحار والد جون البيولوجي (ريتشارد). ريتشارد كان مسجونًا ظلمًا، وضرب رغم إعلان براءته.

## روابط خارجية
- اذهب واحكها على الجبل (رواية) على موقع الموسوعة البريطانية (الإنجليزية)